# Elgin Gates
Elgin T Gates (Wyoming - Estados Unidos, 7 de novembro de 1922 — Idaho Falls, Idaho - Estados Unidos, 16 de novembro de 1988), foi um caçador e aventureiro norte-americano, autor de livros, técnico em armas e munições. Gates foi responsável por propor e testar a família de cartuchos "SuperMag", na década de 1970, em conjunto com a Dan Wesson.